# Comisión Italiana del Armisticio con Francia
La Comisión italiana del armisticio con Francia o CIAF (en italiano: Commissione Italiana d'Armistizio con la Francia) era un organismo civil y militar temporal encargado de implementar el armisticio franco-italiano del 24 de junio de 1940 y armonizarlo con el armisticio franco-alemán de 22 de junio. Tenía amplia autoridad sobre las relaciones militares, económicas, diplomáticas y financieras entre Francia e Italia hasta la ocupación italo-alemana de Francia (Operación Anton) el 11 de noviembre de 1942. Posteriormente, sus poderes se transfirieron gradualmente al 4.º Ejército, que estaba bajo el mando del General Mario Vercellino y en la ocupación del sur de Francia. La sede de la CIAF estaba en Turín y estaba subordinada al Comando Supremo (Mando supremo italiano). Se puso en contacto con la Comisión Alemana de Armisticio (Waffenstillstandskommission, WAKO) en Wiesbaden.

## Estructura
Estructuralmente, la CIAF tenía una presidencia (presidenza) y cuatro subcomisiones (sottocommissioni) para el Ejército, la Marina, la Fuerza Aérea y los "Asuntos Generales" (Affari Generali). El primer representante del ejército fue el General Carlo Vecchiarelli, el Almirante de la marina Ildebrando Goiran y el General de la fuerza aérea Aldo Pellegrini. Los franceses estuvieron representados en Turín por una delegación propia (la Délégation française à la Commission italienne d'Armistice o DFCIA) y cuatro subdelegaciones correspondientes a las subcomisiones. Se envió una Delegación Mixta (Delegazione Mista) a Córcega, donde quedó al margen después de la ocupación italiana de Córcega en noviembre de 1942, cuando se estableció una Oficina de Asuntos Políticos y Generales (Ufficio Politico e Affari Vari) subordinada al 4.º Ejército.
De los Asuntos Generales se ocupaba principalmente de proteger a los emigrantes italianos en Francia. El 4 de febrero de 1941, comenzó a establecer Delegaciones de Asistencia Civil y Repatriación (Delegazioni Civili Rimpatrio e Assistenza) o DRA en las ciudades francesas. Originalmente, los funcionarios consulares actuaban como oficiales de reserva, pero el 15 de enero de 1943 se convirtieron en oficinas consulares subordinadas a la oficina de enlace del Ministerio de Relaciones Exteriores en la sede del 4.º Ejército. El 15 de abril, se suprimió la subcomisión de Asuntos Generales. Había sido instrumental en la repatriación de 70.000 italianos entre octubre de 1940 y abril de 1943.

## Historia
El 5 de noviembre de 1940, se creó una subcomisión para la Administración de Territorios Ocupados (Amministrazione dei Territori Occupati). Designó representantes civiles en las comunidades ocupadas de Bessans, Bramans, Fontan, Isola, Lanslebourg, Menton, Montgenèvre, Ristolas y Séez; permanecieron activos hasta el armisticio italiano con los aliados (8 de septiembre de 1943). Más tarde, otra subcomisión de Armamentos (Armamenti) supervisó las fábricas de armas francesas entre la frontera italiana y el Ródano, y colocó algunas bajo el control conjunto de las compañías francesas y la oficina de producción de guerra italiana, Fabbriguerra.
El 19 de febrero de 1942, se estableció una Comisión Económica Italo-Francesa permanente (Commissione Economica Italo-Francese) en Roma, donde mantuvo reuniones mensuales. El jefe de la delegación italiana fue Amedeo Giannini y del francés Joseph Sanguinetti. Era distinto de la Subcomisión de Asuntos Económicos y Financieros (Sottocommissione Affari Economici e Finanziari, SCAEF) establecida bajo Tomasso Lazzari en Turín. La SCAEF estaba a cargo del botín de guerra, vigilando la frontera alpina, los derechos italianos en los puertos coloniales franceses, el tráfico marítimo y las propiedades italianas en Francia. Se estableció otra subcomisión en Turín para fomentar el comercio entre Italia y la Francia ocupada por Alemania, y otro organismo estaba trabajando en la embajada italiana en París con el mismo fin. Finalmente, Teodoro Pigozzi de FIAT había sido nombrado comisario comercial de Francia por el Ministerio de Comercio Exterior y Cambio de Moneda. Estos diversos organismos no coordinaron su trabajo de manera efectiva.
El trabajo de la CIAF se complicó por la reapertura de la embajada italiana en París el 4 de febrero de 1941 y el nombramiento de un embajador, Gino Buti, el 20 de febrero de 1942. Aunque las instrucciones de Buti le exigían que no se ocupara de los asuntos cubiertos por el armisticio , los franceses aprovecharon su presencia para evitar a la CIAF. Después de la ocupación de la Francia desocupada en noviembre de 1942, la CIAF retuvo el control únicamente del territorio ocupado original (demarcado por la línea verde). A principios de diciembre de 1942, la CIAF estaba moribunda y el líder de la delegación francesa, el almirante Émile-André Duplat, preguntó al presidente Arturo Vacca-Maggiolini si en realidad todavía existía. Tanto Italia como Alemania decidieron mantener sus comisiones de armisticio por fines legales, aunque no estarían subordinadas a los requisitos de las fuerzas de ocupación. En estas circunstancias inusuales, Vacca-Maggiolini se vio obligado a justificar su papel ante el General Vercellino el 31 de diciembre de 1942, y no fue sino hasta el 10 de marzo de 1943 que el jefe del Estado Mayor General Vittorio Ambrosio aclaró el papel residual de la CIAF. abolió las subcomisiones separadas de las ramas de servicio.

## En África
Los italianos también establecieron presencia en las colonias de Francia. Se envió una Delegación General (Delegazione Generale) a Argel y una Delegación Mixta a Yibuti. Estos contenían una variedad de subcomisiones y secciones de control.
La primera de las leyes antijudías francesas, Statuts des juifs, fue publicada en Túnez por un decreto de Bey Ahmad II, refrendado por el residente general Jean-Pierre Esteva, el 30 de noviembre de 1940. La CIAF protestó por los efectos dañinos de esta decreto sobre los propietarios italianos, muchos de ellos judíos, en Túnez.
El 27 de mayo de 1942, el general Bianini, jefe del puesto de la CIAF en Tánger, murió a causa de sus heridas tras un intento de asesinato por parte de un argelino.

## Oficiales al mando

#### Presidentes
- El general Pietro Pintor (27 de junio de 1940 - 7 de diciembre de 1940), murió en el cargo.
- El general Camillo Grossi (8 de diciembre de 1940 - 16 de junio de 1941), murió en el cargo
- General Arturo Vacca-Maggiolini (18 de junio de 1941 - 8 de septiembre de 1943)

#### Secretarios Generales
- General Fernando Gelich (20 de agosto de 1940 - 20 de diciembre de 1942)
- Coronel Evaristo Fioravanti (20 de diciembre de 1942 - 8 de septiembre de 1943)